# 揖斐高原スキー場
揖斐高原スキー場（いびこうげんスキーじょう）は岐阜県揖斐川町にあった民営スキー場。2020年現在はキャンプ場などが営業中。

## 概要
岐阜県揖斐川町日坂の貝月山麓に位置し、（財）いびがわが運営していた。貝月、日坂、坂内の3エリアに分かれた西濃最大のスキー場として親しまれてきたが、末期は、日坂のみの営業となっていた。
雪不足などにより2019/2020年シーズン（実際の営業は2018/2019年シーズンが最後）をもってスキー場営業から撤退し、今後はキャンプ場などの営業を続ける。
なお、坂内は索道施設が撤去された。

## コース
上部から下部に向かうにつれ緩くなり、幅も広くなるレイアウト。コースは4本あるが、チャレンジコースは営業されることがほとんどなく、実質3本であった。おそげゲレンデはよく整地されており、中級者のレベルアップ向け、日坂ゲレンデは斜度がほとんどなく初心者向けであった。
- 日坂ゲレンデ（初心者向け）
- 林間コース（初級者向け）
- おそげゲレンデ（中上級者向け）
- チャレンジコース（上級者向け）

## リフト
日坂第1ペア（730m,速度1.6m/s　日本ケーブル）、日坂第2ペア（650m,速度1.8m/s　日本ケーブル）の2本である。

## 貝月ゲレンデの現状
現在も索道設備が残っており、営業時と搬器がかかっていない以外は変わっておらず、「貝月そり専用ゲレンデ」として整備されている。
また、日坂との連絡橋が閉鎖されている。
栃の実荘(宿泊、レストラン)は営業中である。

## 施設
- 栃の実荘
- 日坂スキーハウス

## アクセス
公共交通機関はなく、自家用車のみとなる。